# Bia, a Pequena Feiticeira
Majokko Megu-chan (魔女っ子メグちゃん; lit. Megu-chan A Pequena Feiticeira) é uma série de anime do gênero garota mágica. O mangá foi criado por Tomo Inoue e Akio Narita, enquanto os 72 episódios da série de anime foram produzidos pela Toei Animation entre o ano de 1974 até 1975. Esta série é considerada um percurso importante para o gênero garota mágica hoje em dia, a qualificação e estrutura geral da série exerceram uma influência considerável sobre os animes futuros do mesmo gênero. Mais provavelmente, vários motivos dos animes recorrentes da Toei como Sailor Moon, AIC's Pretty Sammy, e (em menor grau) Wedding Peach.

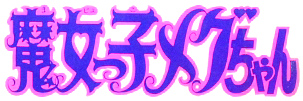
Logo da série Majokko Megu-chan

Em Portugal o anime foi emitido pelo canal RTP2 em 1990 e depois voltou a repetir na RTP1 com dobragem portuguesa com o título de Bia a Pequena Feiticeira. No Brasil este anime nunca foi exibido na TV Aberta, porém foi lançado para o mercado de Home Vídeo (VHS) pela Phoenix Home Video com o mesmo nome que em Portugal mas infelizmente o mangá nunca chegou a ser publicado oficialmente no País.

## Enredo
Bia é uma jovem feiticeira que disputa o trono do Reino da Magia com a rival Nádia. As duas raparigas chegam à Terra para aprender como vivem os humanos. Os seus desempenhos na Terra são vigiados por Xoné, que foi enviado à Terra por ordem da Rainha do Reino da Magia. Mas Xoné tem outros interesses e conta com a ajuda da gata Furu e do corvo Crá Crá.
Bia vai viver para a casa de Ana, uma velha feiticeira que abdicou dos seus poderes para ficar na Terra e constituir família. Ana enfeitiça o marido e os filhos para que estes pensem que Bia é a filha mais velha da família.

## Trama
Megu-Chan segue as experiências de uma poderosa (mas propensa a acidentes) jovem bruxa que vem à Terra como parte da sua iniciação na sociedade em geral. Megu é uma candidata ao trono do Reino da Magia, mas sabe muito pouco sobre as relações humanas. Enviada para o Mundo Médio (Terra) no início da adolescência, ela é adotada por Mammi Kanzaki, uma ex-bruxa que desistiu de suas ambições reais para se casar com um mortal. Mammi enfeitiça o marido e seus dois filhos, Rabi e Apo, para acreditar que Megu sempre foi a filha mais velha da família (o conceito de usar a magia para alterar a memória iria novamente transformar o futuro da série em garota mágica, como Majokko Tickle e Sailor Moon).  Sob a tutela de Mammi, Megu aprende a controlar as suas habilidades e seus impulsos, assim provando o seu merecimento para a coroa.
Esse subtexto de passagem é continuado ao longo da série. Um espírito livre no sentido mais puro da palavra, Megu-chan descobre emoções que nunca tinha conhecido antes - solidão, compaixão, tristeza, amor, desespero, e (talvez o mais importante) o auto-sacrifício. À medida que a história avança, ela prova a nobreza de sua personagem através dos vários ensaios e atribulações da juventude, evoluindo de uma menina voluntariosa e bastante egoísta à uma jovem generosa e amorosa. Ela batalha contra monstros, demônios e feiticeiros rivais (incluindo sua inimiga, Non), mas rapidamente percebe que seu verdadeiro inimigo é o lado mais sombrio da natureza humana.

## Personagens Principais
As versões dubladas Europeias fizeram alterações nos nomes dos personagens.  Na versão Italiana, a única grande mudança de nome foi "Megu" para "Bia" (embora "Non" ficou como "Noa"), e o nome da família de Megu foi alterada de "Kanzaki" para "Giapo" (de "Giappone," a ortografia italiana para "Japão"), "Chou-San"/"Cho-San" mudou para "Ciosa" e em alguns episódios "Ciosah", "Kurou" ("Crow/Corvo") ficou como "Cra Cra" da onomatopeia italiana do canto dos corvos, O gato "Furu Furu" foi mudado (como na dublagem Francesa) para "Fru Fru" ("Frou Frou"). Na dublagem Francesa, Mammi Kanzaki ficou como "Mamine" Kanzaki, e Rabi e Apo ficaram como "Robin" e "Apolline" (a filha mais nova ainda se chamava "Apo" abreviada). A dobragem portuguesa da série foi adaptada da dublagem italiana, com nomes alterados e adaptados para o português.
Megu Kanzaki (神崎メグ, Kanzaki Megu)
Inicialmente, Megu experimenta grandes dificuldades de adaptação à sociedade "normal", mesmo nos níveis mais simples. As relações familiares estão completamente fora dela. Ela discute com seu pai e briga constantemente com seus irmãos mais novos, Rabi e Apo, que gostam de pregar peças. Ela enfrenta Boss o valentão da escola, em uma crescente batalha e se mete em problemas com seus professores. Ela se apaixona pelo novo menino e chora em segredo quando ele retorna ao seu país de origem. Basicamente, seu comportamento se assemelha ao de qualquer outra garota da sua idade, dadas as normas sociais em meados dos anos setenta no Japão. Tal como acontece com os programas mágicos das menina dos anos sessenta, o foco principal era sobre a família e a amizade; disputas domésticas eram normalmente tratada com humor alegre. Dublada por Rihoko Yoshida (Japonês), Aurélia Bruno (Francês - Meg), Cinzia de Carolis (Italiano - Bia Giapo), Cláudia Cadima (Português - Bia).
Non Hibiki (郷ノン, Hibiki Non)
De cabelos azuis e de pele clara, não é uma das feiticeiras mais poderosas do Reino da Magia. Non é a principal concorrente de Megu para a coroa, sendo uma alienígena fria quase desprovida de emoções. A definição de um precedente para muitos mais tarde no anime mahou shojo, Non tenta assassinar Megu durante a sua primeira reunião e continua a atormentá-la em toda a série. Eventualmente, Non trata de admirar a coragem inata de sua rival, mesmo unindo forças com ela contra inimigos em comum (como a demoníaca bruxa rainha Saturno e seu capanga desonesto, Chou-san) em vários episódios. Enquanto a verdadeira amizade para ela nunca é uma opção (na visão de Non de qualquer maneira), as duas chegam a uma trégua no meio da série, concordando em adiar o confronto final (pela posse do trono) o maior tempo possível, e até ao final da série, Non se torna muito frequentemente uma fonte de ajuda para impedir algo para Megu. Dublada por Noriko Tsukase (Japonês), Hélène Chanson (Francês - None), Liliana Sorrentino (Italiano - Noa), Helena Isabel (Português - Nádia).
Mami Kanzaki (神崎マミ, Kanzaki Mami)
A mãe adotada de Megu. Dublada por Nana Yamaguchi (Japonês), Dany Laurent (Francês - Mère Mamine), Claudia Ricatti (Italiano - Mamie), Fernanda Montemor (Português - Ana).
Papa Kanzaki
O pai adotado de Megu. Dublado por Hiroshi Ohtake (Japonês), Mario Pecqueur (Francês - Père), Renzo Stacchi (Italiano - Sr. Giapo), Fernanda Montemor (Português - Paulo).
Rabi Kanzaki (神崎ラビ, Kanzaki Rabi)
O irmão adotado de Megu. Dublado por Keiko Yamamoto (Japonês), Gigi Lesser (Francês - Robin), Marco Guadagno (Italiano - Rabi Giapo), Ermelinda Duarte (Português - Zeca).
Apo Kanzaki (神崎アポ, Kanzaki Apo)
A irmã adotada de Megu. Dublada por Sachiko Chijimatsu (Japonês), Odile Schmitt (Francês - Apolline), Susanna Fassetta (Italiano - Apo Giapo), Margarida Rosa Rodrigues (Português - Lena).
Boss (ボス, Bosu)
O valentão da escola. Dublado por Hiroshi Ohtake (Japonês), Mario Pecqueur (Francês - Boss), Renzo Stacchi (Italiano - Boss).
Saturn (サターン, Satān)
Uma bruxa má e se auto-denominou a "Rainha das Trevas". Dublada por Masako Nozawa (Japonês), Corinne Richardon (Francês - Reine de la Magie), Emanuela Fallini (1ª voz) e Anna Teresa Eugeni (2ª voz) (Italiano - Saturno).
Chou-san (チョーサン, Chō-san)
O capanga da Rainha Bruxa enviado para manter o olho em Megu e Non, mas está trabalhando secretamente para Saturno e tem a intenção de sabotar as chances de Megu de ganhar o trono. Dublado por Sanji Hase (Japonês), Hubert Drac (Francês - Chû), Armando Bandini (Italiano - Ciosa), Adriano Luz (Português - Xoné).
Furu-Furu (フルフル)
Subordinado de Chou-san. Dublado por Noriko Tsukase (Japonês), Maïté Monceau (Francês - Fru-Fru/Frou Frou), Susanna Fassetta (Italiano - Fru Fru, la gatta), Margarida Rosa Rodrigues (Português - Furu).
Crow (クロー, Kurō)
Subordinado de Chou-san. Dublado por Hiroshi Ohtake (Japonês), Bruno Journée (Francês - Kurou), Nino Scardina (Italiano - Cra Cra, il corvo), (Português - Crá Crá).
Emi (エミ)
Uma das amigas de Megu. Dublada por Tamaki Taura (Japonês).
Roko (ロコ)
Uma das amigas de Megu. Dublada por Yuko Maruyama (Japonês), Francesca Guadagno (Italiano - Yoko), Henriqueta Maia (Português - Rita).

## Comentário Social
A série tratou um assunto considerado muito maduro para as crianças naquela época. As questões sociais complicadas como a violência doméstica, abuso de drogas e as relações extraconjugais foram introduzidas, enquanto a perda e mortalidade frequentemente ressaltou Hijinks de Megu. Esta foi uma grande ruptura com a animação juvenil tradicional na Ásia e no Ocidente, o que talvez explique por que a série não encontrou um mercado europeu até o início dos anos oitenta.
Outro ponto de partida foi o erotismo sutil da série. Majokko Megu-chan nasceu de uma proposta por Hiromi Productions, que tinha produzido anteriormente a série garota mágica que fez menos sucesso Miracle Shoujo Limit-chan (1973–74) com a Toei, para criar uma série garota mágica com uma borda ligeiramente de vilão dos shows anteriores do gênero. A influência da Toei no estábulo de Megu-chan, Go Nagai, Cutey Honey, era evidente em vários aspectos, desde as letras um tanto picantes da abertura da música tema (realizadas, como foi Cutey Honey', de Yoko Maekawa) para o fato de que as duas séries partilhava muitas da mesma equipe. Embora não seja tão abertamente sexualizada como a heroína Nagai, Megu-chan foi surpreendentemente voyeurista para o período. Megu foi frequentemente retratada em vários estados de nudez e da série contou com cenas que antecipou a ascensão da chamada fan service do anime; o tema de abertura da canção traz letras em que Megu vangloria seus seios e sua forma de manipular os meninos com sua aparência e comportamentos coquetes. (A letra da canção tema foram escritas pela letrista Kazuya Senke, conhecida por escrever canções de sucesso com letras sugestivas semelhante em 1973-74 para a então adolescente J-pop ídolo Momoe Yamaguchi).
Mais tarde as heroínas kogaru capitalizariam a sexualidade de Megu, que iria, de fato, tornar-se um marco do gênero. Houve várias cenas em que Megu usavam camisolas pura através do qual a roupa de baixo era visível. Rabi tinha um arsenal de truques destinados a recuperar o "grande irmão" despido, de arrancar os lençóis da cama de Megu pela manhã, para usar uma vara de pesca para levantar sua saia.
Rabi não foi o único espreitador que Megu foi forçada a enfrentar, Non que havia pedido à Chou-san, um agente da Rainha Bruxa enviado para sabotar as chances de Megu de ganhar o trono. Um pervertido estereotipado em todos os sentidos do termo, Chou passou a maior parte de seu tempo espionando Meg e concebendo as formas de humilhá-la publicamente. Em uma cena memorável no episódio 23, Chou-san flagrou  a Megu na banheira com rodas, fazendo-a correr ao redor da cidade, enquanto Megu foi tomar banho. Mais cedo, no mesmo episódio, Chou tentou enganar Megu para tirar todas as suas roupas, hipnotizando-a com um relógio de cuco mágico; a intervenção não foi apenas aí, Non no último minuto salvou Megu de ficar totalmente nua. Em outra sequência, levando Chou-san para a residência Kanzaki, na esperança de raptar Megu em seu sono (felizmente ela acordou a tempo e a perseguiu até fora de casa). Enquanto suas intenções nunca foram explícitas, suas motivações fundamentais foram sempre óbvias.

## Episódios
Os episódios da versão Italiana Bia, la sfida della magia que somente foram 64. A versão que foi emitida em Portugal:
1. È arrivata una piccola strega (1) - E chega uma pequena feiticeira.
2. Noa, la rivale (2) - Non, a rival
3. Un gruppo di streghe (3) - Um grupo de feiticeiras
4. Casa dolce casa (4) - Lar, doce lar
5. Il trucco del secolo (5) - O truque do século
6. Papà ha la vita dura (6) - Papai tem uma vida dura
7. Bia si innamora (7) - Bia está apaixonada
8. Taro, che odia tutti (8) - Taro, que odeia todo mundo
9. Il legame dell'affetto - O laço de afeto
10. La pendola ipnotica - O relógio hipnótico
11. Avventuroso viaggio in pallone (10) - A viagem de aventura em um balão
12. Mano di strega (11) - A mão da Feiticeira
13. Cani e caos (12) - Cães e caos
14. Duello nella villa della magia (13) - Duelo na vila de magia
15. L'arpa fantasma (14) - A harpa fantasma
16. La ragazza di papà (15) - A menina do papai
17. Un tuffo nel cielo (16) - Um mergulho no céu
18. Le due Bia (17) - As duas Bia
19. Amore nell'antico castello (18) - O amor no antigo castelo
20. Fantasmi in casa Giapo (19) - O fantasma na casa Giapo
21. Forza Milly - Força Milly
22. Chuk-exstrega - Chuck o ex-feiticeiro
23. Il vestito rubato - O vestido roubado
24. Sfida magica - O desafio da magia
25. Il segno dello scorpione - A marca do escorpião
26. Una strana faccenda - Uma coisa estranha
27. La sfida alla montagna - O desafio da montanha
28. Fiori pericolosi - Flores perigosas
29. Le amiche streghe - As amigas feiticeiras
30. Il cavallo bianco (35) - O cavalo branco
31. La bambola della mamma - A boneca da mamãe
32. Le streghe gemelle - A feiticeira gêmea
33. Aeroplani di carta - Aviões de Papel
34. Un regalo di Babbo Natale - Um presente do Papai Noel
35. La gara più importante - A corrida mais importante
36. È fuggito un orso bianco - O desaparecimento do urso branco
37. La festa della neve - A festa da neve
38. L'uovo dell'uccello di neve - O ovo do pássaro da neve
39. L'età della ribellione (44) - A era da rebelião
40. I pattini dell'amicizia - Os sapatos de amizade
41. Primavera in barca a vela - Primavera em um barco à vela
42. La fata di primavera e la strega d'inverno - A fada da mola e a feiticeira do inverno
43. Canzone per una bambola - Canção para uma boneca
44. La canzone della girándola - A canção do cata-vento
45. L'ombra della strega - A sombra da feiticeira
46. La borsa volante - A bolsa voadora
47. Chi vuole Tago? - O que Tago pretende?
48. Il ritorno di Gombei (52) - O retorno de Gombei
49. Chi è il colpevole?  - Quem é o culpado?
50. I micetti smarriti - Os gatinhos perdidos
51. Dov'è Gombei? - Onde Gombei?
52. Le carpe colorate volano nel cielo (57) - A carpa colorida voando no céu
53. L'uomo della pioggia - O poder da justiça
54. Rabi è un buon nuotatore - Rabi é um bom nadador
55. Il principe e il circo (60) - O príncipe e o circo
56. Un tram di sogno (65) - Um sonho elétrico
57. Un autobús per un mondo di magia - Um ônibus para o mundo da magia
58. La stella azzurra di Tanabata - A estrela azul Tanabata
59. Un ragazzo e una chitarra (67) - Um garoto e uma guitarra
60. Non si fanno le boccacce - Não faça caretas
61. Un aquilone vola nel vento - Um papagaio de papel ao vento
62. Il contrattacco di Saturno - O contra-ataque de Saturno
63. Arrivederci Bia (72) - Adeus Bia
64. Al cospetto della regina - Na presença da rainha

## Influências na cultura popular japonesa
Megu-Chan não foi a primeira menina mágica de anime, mas tem sido descrita como a primeira série de anime moderna do gênero. Inicialmente ignorada como um esforço menor, devido a sua relativa obscuridade após sua exibição nos anos setenta, ainda assim formou uma modelo em que basearam muitos cenários posteriores. Significativamente, muitos dos dispositivos de enredo do show foram reciclados no sucesso enormemente como Sailor Moon (Toei, 1992–1997) - de fato, dois episódios posteriores de Megu-chan foram dirigidos por Yuji Endo, que mais tarde tornou-se um dos diretores episódio principais em Sailor Moon - e ecos de rivalidades tempestuosas de Meg pode ser percebido nas paródias seinen como a franquia de Project A-Ko.  O ângulo da "fan service" iria transformar-se novamente em inúmeras outras séries no futuro, tais como GAINAX, Neon Genesis Evangelion.
O impacto do programa sobre a cultura popular japonesa não deve ser subestimada; descendentes temáticos incluem todo o gênero garota mágica, junto com algum grau de bishōjo, lolicon e hentai material. O efeito Megu sobre o florescimento do Japão na indústria do mangá ainda tem que ser documentada, mas considerando o grande número dos títulos shōjo disponíveis atualmente, é seguro assumir que as aventuras animadas de Majokko Megu-Chan deve ter inspirado, pelo menos alguns deles.
A série ganhou reconhecimento moderado depois de ter atingido o mercado europeu (com o nome da heroína mudado para mais adaptações nos países, como Meg na dublagem Francesa, e Bia nas versões Italiana, Portuguesa, e Polonesa, e Maggie na dublagem Espanhola), mas permanece em grande parte desconhecida no Reino Unido e nos Estados Unidos e no Brasil, uma vez que nunca foi traduzido para o Inglês e o Português Brasileiro com exceção dos fansubs. Fora do Japão, a série alcançou sua maior popularidade na Itália no início de 1980 (como Bia - la sfida della magia, ou Bia - The Magical Challenge ambos traduzidos para Bia - O Desafio da Magia); no entanto, a dublagem italiana tiraram 9 dos 72 episódios (consistindo com apenas 63 episódios) e também fez algumas edições para o conteúdo nos episódios existentes. Os episódios não dublados foram bastante escuros, a maioria deles lidam com o suicídio. As edições feitas na versão italiana também foram adaptadas para as versões em Polaco e Português, que dublaram a partir da versão italiana e não a partir do original em japonês.

## Música
No episódio 27, Megu assiste Misty Honey de Cutey Honey na TV cantando o tema de Cutie Honey.  A mesma vocalista, Yoko Maekawa, performando ambos os temas musicais de Cutie Honey e Megu-chan.
A série também reutilizou outra música incidental da série anterior garota mágica pela Toei, 1970 Mahō no Mako-chan.  Takeo Watanabe compôs a música para ambas as séries.

## Equipe
- Diretor da Série: Yugo Serikawa
- Diretores dos Episódios: Yugo Serikawa, Minoru Okazaki, Hiroshi Shidara, Satoshi Dezaki, Kazukiyo Shigeno, Nobuo Onuki, Kazuya Miyazaki, Hisashi Sakaguchi, Yoshikata Nitta, Yuji Endo, Hiromi Yamamoto, Nobutaka Nishizawa
- Escritores: Hiroyasu Yamaura (escritor principal), Shun'ichi Yukimuro, Fumihito Imamura, Masaki Tsuji, Toyohiro Ando, Seiji Matsuoka
- Desenhista dos Personagens: Shingo Araki
- Diretores de Animação: Shingo Araki, Takao Hanata, Teruo Kogure, Eiji Uemura, Bondo Eiju, Shinya Takahashi, Satoshi Jingu, Joji Kikuchi, Yutaka Tanizawa, Hisashi Sakaguchi, Takashi Abe, Hideki Mori
- Diretores de Arte: Isamu Tsuchida, Eiji Ito, Fumihiro Uchigawa, Hideo Chiba, Shigeyoshi Endo
- Música: Takeo Watanabe
- Produção: Toei Animation Co., Ltd. / Hiromi Productions / NET

## Personagens e dubladores
Os diálogos são da versão italiana de Gabriele Mattioli (ep. 1-57) e de Fabio Traversa (ep. 58-72).
| Nome original                         | Nome italiano | Voz original       | Voz italiana       |
| ------------------------------------- | ------------- | ------------------ | ------------------ |
| Meg Kanzaki (神崎メグ, Kanzaki Megu)  | Bia Japo      | Rihoko Yoshida     | Cinzia De Carolis  |
| Non Gou (郷ノン, Gou Non)             | Noa           | Noriko Tsukase     | Liliana Sorrentino |
| Mami Kanzaki (神崎マミ, Kanzaki Mami) | Mami Japo     | Nana Yamaguchi     | Claudia Ricatti    |
| Kanzaki (神崎, Kanzaki)               | Papà Japo     | Hiroshi Otake      | Renzo Stacchi      |
| Rabi Kanzaki (神崎ラビ, Kanzaki Rabi) | Rabi Japo     | Keiko Yamamoto     | Marco Guadagno     |
| Apo Kanzaki (神崎アポ, Kanzaki Apo)   | Apo Japo      | Sachiko Chijimatsu | Susanna Fassetta   |
| Choo-san (チョーサン, Choo-san)       | Ciosa         | Sanji Hase         | Armando Bandini    |

### Dobragem Portuguesa
- Bia - Cláudia Cadima
- Nádia - Helena Isabel
- Ana - Fernanda Montemor
- Paulo - António Semedo
- Zeca - Ermelinda Duarte
- Lena - Margarida Rosa Rodrigues
- Furu - Margarida Rosa Rodrigues
- Xoné - Adriano Luz
- Rita - Henriqueta Maya[3][4]